# London's Trafalgar Square
London's Trafalgar Square – brytyjski niemy film z 1890 roku, w reżyserii Williama Carra Croftsa.